# Herodianie

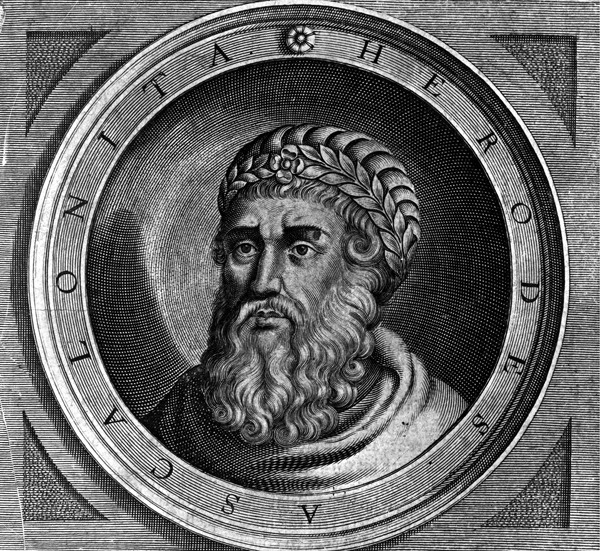
Przedstawienie Heroda Wielkiego z książki "La court sainte" z XVII wieku.

Herodianie – stronnictwo religijno-polityczne, aktywne w I w. w Palestynie, Azji Mniejszej i Rzymie. Stronnictwo to było zwolennikiem dynastii herodiańskiej, broniło jej interesów i współpracowało z rzymskim okupantem. Powiązane z rodziną Szymona syna Boetosa, którego córka Mariamme była żoną Heroda Wielkiego, wraz z saduceuszami było opozycyjne wobec faryzeuszów. Herodianie zostali wspomniani kilkakrotnie w Nowym Testamencie (Mk 3,6; 12,13; Mt 22,16) jako niechętni wobec nauczania Jezusa. Według Ewangelii Mateusza zadali Jezusowi pytanie dotyczące kwestii płacenia podatków cesarzowi.
Pseudo-Tertulian w swojej apologii Adversus omnes haereses utrzymywał, że herodianie czcili Heroda jako Mesjasza. Podobne świadectwo przekazał Epifaniusz z Salaminy w Panarionie, który ponadto nazwał stronnictwo sektą.